# Rekordy mistrzostw Europy w pływaniu
Rekordy mistrzostw Europy w pływaniu – najlepsze rezultaty uzyskane na mistrzostwach Europy w pływaniu (na basenie 25- i 50-metrowym) zatwierdzone przez Europejską Federację Pływacką.

## Basen 50 m
Wszystkie rekordy zostały ustanowione w finałach, chyba że zaznaczono inaczej.

### Mężczyźni
| Konkurencja               | Czas     |    | Zawodnik | Reprezentacja   | Mistrzostwa    | Data             | Źródło |
| ------------------------- | -------- | -- | --- | --------------- | -------------- | ---------------- | ------ |
| 50 m stylem dowolnym      | 21,11    | pf | Benjamin Proud | Wielka Brytania | Glasgow 2018   | 8 sierpnia 2018  | [ 1 ]  |
| 100 m stylem dowolnym     | 46,86    | WR | David Popovici | Rumunia         | Rzym 2022      | 13 sierpnia 2022 | [ 2 ]  |
| 200 m stylem dowolnym     | 1:42,97  |    | David Popovici | Rumunia         | Rzym 2022      | 15 sierpnia 2022 | [ 3 ]  |
| 400 m stylem dowolnym     | 3:42,50  |    | Lukas Märtens | Niemcy          | Rzym 2022      | 17 sierpnia 2022 | [ 4 ]  |
| 800 m stylem dowolnym     | 7:40,86  |    | Gregorio Paltrinieri                                                                                                 | Włochy          | Rzym 2022      | 13 sierpnia 2022 | [ 5 ]  |
| 1500 m stylem dowolnym    | 14:34,04 |    | Gregorio Paltrinieri                                                                                                 | Włochy          | Londyn 2016    | 18 maja 2016     | [ 6 ]  |
| 50 m stylem grzbietowym   | 23,80    | WR | Klimient Kolesnikow                                                                                                  | Rosja           | Budapeszt 2020 | 18 maja 2021     | [ 7 ]  |
| 100 m stylem grzbietowym  | 52,11    |    | Camille Lacourt | Francja         | Budapeszt 2010 | 10 sierpnia 2010 | [ 8 ]  |
| 200 m stylem grzbietowym  | 1:53,36  |    | Jewgienij Ryłow | Rosja           | Glasgow 2018   | 8 sierpnia 2018  | [ 9 ]  |
| 50 m stylem klasycznym    | 26,09    |    | Adam Peaty | Wielka Brytania | Glasgow 2018   | 8 sierpnia 2018  | [ 10 ] |
| 100 m stylem klasycznym   | 57,10    |    | Adam Peaty | Wielka Brytania | Glasgow 2018   | 4 sierpnia 2018  | [ 11 ] |
| 200 m stylem klasycznym   | 2:06,80  |    | Anton Czupkow | Rosja           | Glasgow 2018   | 6 sierpnia 2018  | [ 12 ] |
| 50 m stylem motylkowym    | 22,48    |    | Andrij Howorow | Ukraina         | Glasgow 2018   | 7 sierpnia 2018  | [ 13 ] |
| 100 m stylem motylkowym   | 50,18    |    | Kristóf Milák | Węgry           | Budapeszt 2020 | 23 maja 2021     | [ 14 ] |
| 200 m stylem motylkowym   | 1:51,10  |    | Kristóf Milák | Węgry           | Budapeszt 2020 | 19 maja 2021     | [ 15 ] |
| 200 m stylem zmiennym     | 1:56,66  |    | László Cseh | Węgry           | Debreczyn 2012 | 23 maja 2012     | [ 16 ] |
| 400 m stylem zmiennym     | 4:09,59  |    | László Cseh | Węgry           | Eindhoven 2008 | 24 marca 2008    | [ 17 ] |
| 4 × 100 m stylem dowolnym | 3:10,41  |    | Andriej Minakow (48,18) Aleksandr Szczogolew (47,64) Władisław Griniow (47,49) Klimient Kolesnikow (47,10)           | Rosja           | Budapeszt 2020 | 17 maja 2021     | [ 18 ] |
| 4 × 200 m stylem dowolnym | 7:03,48  |    | Martin Malutin (1:45,15) Aleksandr Szczogolew (1:45,39) Aleksandr Krasnych (1:46,52) Michaił Wiekowiszczew (1:46,42) | Rosja           | Budapeszt 2020 | 19 maja 2021     | [ 19 ] |
| 4 × 100 m stylem zmiennym | 3:28,46  |    | Thomas Ceccon (52,82) Nicolò Martinenghi (57,72) Matteo Rivolta (50,75) Alessandro Miressi (47,17)                   | Włochy          | Rzym 2022      | 17 sierpnia 2022 | [ 20 ] |

Legenda: WR – rekord świata; ER – rekord Europy

Pozostałe oznaczenia: e – rekord ustanowiony w eliminacjach, pf – rekord ustanowiony w półfinałach, sz – rekord ustanowiony na pierwszej zmianie sztafety

### Kobiety
| Konkurencja               | Czas     |      | Zawodniczka | Reprezentacja   | Mistrzostwa    | Data             | Źródło |
| ------------------------- | -------- | ---- | --- | --------------- | -------------- | ---------------- | ------ |
| 50 m stylem dowolnym      | 23,74    |      | Sarah Sjöström                                                                                                   | Szwecja         | Glasgow 2018   | 3 sierpnia 2018  | [ 21 ] |
| 100 m stylem dowolnym     | 52,67    |      | Sarah Sjöström                                                                                                   | Szwecja         | Berlin 2014    | 20 sierpnia 2016 | [ 22 ] |
| 100 m stylem dowolnym     | = 52,67  | pf   | Sarah Sjöström                                                                                                   | Szwecja         | Glasgow 2018   | 7 sierpnia 2018  | [ 23 ] |
| 200 m stylem dowolnym     | 1:54,95  |      | Charlotte Bonnet                                                                                                 | Francja         | Glasgow 2018   | 6 sierpnia 2018  | [ 24 ] |
| 400 m stylem dowolnym     | 4:01,53  |      | Federica Pellegrini                                                                                              | Włochy          | Eindhoven 2008 | 24 marca 2008    | [ 25 ] |
| 800 m stylem dowolnym     | 8:15,54  |      | Jazmin Carlin | Wielka Brytania | Berlin 2014    | 21 sierpnia 2014 | [ 26 ] |
| 1500 m stylem dowolnym    | 15:50,22 |      | Boglárka Kapás                                                                                                   | Węgry           | Londyn 2016    | 21 maja 2016     | [ 27 ] |
| 50 m stylem grzbietowym   | 27,19    | pf   | Kathleen Dawson                                                                                                  | Wielka Brytania | Budapeszt 2020 | 18 maja 2021     | [ 28 ] |
| 100 m stylem grzbietowym  | 58,08    | , sz | Kathleen Dawson                                                                                                  | Wielka Brytania | Budapeszt 2020 | 23 maja 2021     | [ 29 ] |
| 200 m stylem grzbietowym  | 2:06,08  |      | Margherita Panziera                                                                                              | Włochy          | Budapeszt 2020 | 23 maja 2021     | [ 30 ] |
| 50 m stylem klasycznym    | 29,30    | , pf | Benedetta Pilato                                                                                                 | Włochy          | Budapeszt 2020 | 22 maja 2021     | [ 31 ] |
| 100 m stylem klasycznym   | 1:05,53  |      | Julija Jefimowa                                                                                                  | Rosja           | Glasgow 2018   | 5 sierpnia 2018  | [ 32 ] |
| 200 m stylem klasycznym   | 2:19,84  |      | Rikke Møller Pedersen                                                                                            | Dania           | Berlin 2014    | 22 sierpnia 2014 | [ 33 ] |
| 50 m stylem motylkowym    | 24,87    | pf   | Sarah Sjöström                                                                                                   | Szwecja         | Berlin 2014    | 18 sierpnia 2014 | [ 34 ] |
| 100 m stylem motylkowym   | 55,89    |      | Sarah Sjöström                                                                                                   | Szwecja         | Londyn 2016    | 20 maja 2016     | [ 35 ] |
| 200 m stylem motylkowym   | 2:04,79  |      | Mireia Belmonte                                                                                                  | Hiszpania       | Berlin 2014    | 24 sierpnia 2014 | [ 36 ] |
| 200 m stylem zmiennym     | 2:07,30  |      | Katinka Hosszú                                                                                                   | Węgry           | Londyn 2016    | 19 maja 2016     | [ 37 ] |
| 400 m stylem zmiennym     | 4:30,90  |      | Katinka Hosszú                                                                                                   | Węgry           | Londyn 2016    | 16 maja 2016     | [ 38 ] |
| 4 × 100 m stylem dowolnym | 3:33,62  |      | Inge Dekker (53,77) Ranomi Kromowidjojo (53,61) Femke Heemskerk (53,62) Marleen Veldhuis (52,62)                 | Holandia        | Eindhoven 2008 | 18 marca 2008    | [ 39 ] |
| 4 × 200 m stylem dowolnym | 7:50,53  |      | Alice Mizzau (1:58,34) Stefania Pirozzi (1:57,63) Chiara Masini Luccetti (1:58,06) Federica Pellegrini (1:56,50) | Włochy          | Berlin 2014    | 21 sierpnia 2014 | [ 40 ] |
| 4 × 100 m stylem zmiennym | 3:54,01  |      | Kathleen Dawson (58,08) Molly Renshaw (1:05,72) Laura Stephens (57,55) Anna Hopkin (52,66)                       | Wielka Brytania | Budapeszt 2020 | 23 maja 2021     | [ 29 ] |

Legenda: WR – rekord świata; ER – rekord Europy

Pozostałe oznaczenia: e – rekord ustanowiony w eliminacjach, pf – rekord ustanowiony w półfinałach, sz – rekord ustanowiony na pierwszej zmianie sztafety

### Sztafety mieszane
| Konkurencja               | Czas    |    | Zawodnicy                                                                                   | Reprezentacja   | Mistrzostwa    | Data            | Źródło |
| ------------------------- | ------- | -- | ------------------------------------------------------------------------------------------- | --------------- | -------------- | --------------- | ------ |
| 4 × 100 m stylem dowolnym | 3:22,07 | =  | Jérémy Stravius (48,81) Mehdy Metella (47,45) Marie Wattel (53,47) Charlotte Bonnet (52,34) | Francja         | Glasgow 2018   | 8 sierpnia 2018 | [ 41 ] |
| 4 × 100 m stylem dowolnym | 3:22,07 | =  | Duncan Scott (48,20) Thomas Dean (48,11) Anna Hopkin (52,88) Freya Anderson (52,88)         | Wielka Brytania | Budapeszt 2020 | 22 maja 2021    | [ 42 ] |
| 4 × 200 m stylem dowolnym | 7:26,67 |    | Thomas Dean (1:46,54) James Guy (1:45,43) Abbie Wood (1:56,67) Freya Anderson (1:58,03)     | Wielka Brytania | Budapeszt 2020 | 18 maja 2021    | [ 43 ] |
| 4 × 100 m stylem zmiennym | 3:38,82 | ER | Kathleen Dawson (58,43) Adam Peaty (57,13) James Guy (50,61) Anna Hopkin (52,65)            | Wielka Brytania | Budapeszt 2020 | 20 maja 2021    | [ 44 ] |

Legenda: WR – rekord świata; ER – rekord Europy, e – rekord ustanowiony w eliminacjach

## Basen 25 m
Wszystkie rekordy zostały ustanowione w finałach, chyba że zaznaczono inaczej.

### Mężczyźni
| Konkurencja              | Czas     |     | Zawodnik                                                                                             | Reprezentacja   | Mistrzostwa    | Data            | Źródło |
| ------------------------ | -------- | --- | --- | --------------- | -------------- | --------------- | ------ |
| 50 m stylem dowolnym     | 20,18    | ER  | Benjamin Proud                                                                                       | Wielka Brytania | Otopeni 2023   | 7 grudnia 2023  | [ 45 ] |
| 100 m stylem dowolnym    | 44,94    | WR  | Amaury Leveaux                                                                                       | Francja         | Rijeka 2008    | 13 grudnia 2008 | [ 46 ] |
| 200 m stylem dowolnym    | 1:39,81  |     | Paul Biedermann                                                                                      | Niemcy          | Stambuł 2009   | 13 grudnia 2009 | [ 47 ] |
| 400 m stylem dowolnym    | 3:33,20  |     | Danas Rapšys                                                                                         | Litwa           | Glasgow 2019   | 4 grudnia 2019  | [ 48 ] |
| 800 m stylem dowolnym    | 7:20,46  | WR  | Daniel Wiffen                                                                                        | Irlandia        | Otopeni 2023   | 10 grudnia 2023 | [ 49 ] |
| 1500 m stylem dowolnym   | 14:08,06 | WR  | Gregorio Paltrinieri                                                                                 | Włochy          | Netanja 2015   | 4 grudnia 2015  | [ 50 ] |
| 50 m stylem grzbietowym  | 22,64    | sz  | Klimient Kolesnikow                                                                                  | Rosja           | Glasgow 2019   | 8 grudnia 2019  | [ 51 ] |
| 100 m stylem grzbietowym | 48,97    |     | Stanisław Doniec Arkadij Wiatczanin                                                                  | Rosja           | Stambuł 2009   | 13 grudnia 2009 | [ 52 ] |
| 200 m stylem grzbietowym | 1:48,02  |     | Klimient Kolesnikow                                                                                  | Rosja           | Kopenhaga 2017 | 13 grudnia 2017 | [ 53 ] |
| 50 m stylem klasycznym   | 25,51    | ER  | Władimir Morozow                                                                                     | Rosja           | Glasgow 2019   | 4 grudnia 2019  | [ 54 ] |
| 100 m stylem klasycznym  | 55,89    | pf, | Ilja Szymanowicz                                                                                     | Białoruś        | Glasgow 2019   | 6 grudnia 2019  | [ 55 ] |
| 200 m stylem klasycznym  | 2:00,53  |     | Marco Koch                                                                                           | Niemcy          | Netanja 2015   | 3 grudnia 2015  | [ 56 ] |
| 50 m stylem motylkowym   | 22,07    |     | Johannes Dietrich                                                                                    | Niemcy          | Stambuł 2009   | 13 grudnia 2009 | [ 57 ] |
| 100 m stylem motylkowym  | 48,47    | ER  | Noè Ponti                                                                                            | Szwajcaria      | Otopeni 2023   | 6 grudnia 2023  | [ 58 ] |
| 200 m stylem motylkowym  | 1:49,00  | ER  | László Cseh                                                                                          | Węgry           | Netanja 2015   | 6 grudnia 2015  | [ 59 ] |
| 100 m stylem zmiennym    | 50,76    | pf  | Peter Mankoč                                                                                         | Słowenia        | Stambuł 2009   | 12 grudnia 2009 | [ 60 ] |
| 200 m stylem zmiennym    | 1:50,85  | ER  | Andreas Wazeos                                                                                       | Grecja          | Glasgow 2019   | 6 grudnia 2019  | [ 61 ] |
| 400 m stylem zmiennym    | 3:57,01  |     | Alberto Razzetti                                                                                     | Włochy          | Otopeni 2023   | 10 grudnia 2023 | [ 62 ] |
| 4 × 50 m stylem dowolnym | 1:20,77  | ER  | Alain Bernard (20,64) Fabien Gilot (20,33) Amaury Leveaux (19,93) Frédérick Bousquet (19,87)         | Francja         | Rijeka 2008    | 14 grudnia 2008 | [ 63 ] |
| 4 × 50 m stylem zmiennym | 1:30,44  | WR  | Klimient Kolesnikow (22,83) Kiriłł Prigoda (25,26) Aleksandr Popkow (22,11) Władimir Morozow (20,24) | Rosja           | Kopenhaga 2017 | 17 grudnia 2017 | [ 64 ] |

Legenda: WR – rekord świata; ER – rekord Europy

Pozostałe oznaczenia: e – rekord ustanowiony w eliminacjach, pf – rekord ustanowiony w półfinałach, sz – rekord ustanowiony na pierwszej zmianie sztafety

### Kobiety
| Konkurencja              | Czas    |    | Zawodniczka                                                                                         | Reprezentacja | Mistrzostwa    | Data              | Źródło        |
| ------------------------ | ------- | -- | --------------------------------------------------------------------------------------------------- | ------------- | -------------- | ----------------- | ------------- |
| 50 m stylem dowolnym     | 23,30   |    | Sarah Sjöström                                                                                      | Szwecja       | Kopenhaga 2017 | 17 grudnia 2017   | [ 65 ]        |
| 100 m stylem dowolnym    | 50,95   |    | Ranomi Kromowidjojo                                                                                 | Holandia      | Kopenhaga 2017 | 15 grudnia 2017   | [ 66 ]        |
| 200 m stylem dowolnym    | 1:51,17 |    | Federica Pellegrini                                                                                 | Włochy        | Stambuł 2009   | 13 grudnia 2009   | [ 67 ]        |
| 400 m stylem dowolnym    | 3:54,85 |    | Camille Muffat                                                                                      | Francja       | Chartres 2012  | 24 listopada 2012 | [ 68 ]        |
| 800 m stylem dowolnym    | 8:04,53 |    | Alessia Filippi                                                                                     | Włochy        | Rijeka 2008    | 12 grudnia 2008   | [ 69 ]        |
| 50 m stylem grzbietowym  | 25,70   | ER | Sanja Jovanović                                                                                     | Chorwacja     | Stambuł 2009   | 12 grudnia 2009   | [ 70 ]        |
| 100 m stylem grzbietowym | 55,17   | pf | Kira Toussaint                                                                                      | Holandia      | Glasgow 2019   | 4 grudnia 2019    | [ 71 ]        |
| 200 m stylem grzbietowym | 1:59,84 |    | Katinka Hosszú                                                                                      | Węgry         | Netanja 2015   | 4 grudnia 2015    | [ 72 ]        |
| 50 m stylem klasycznym   | 28,86   |    | Benedetta Pilato                                                                                    | Włochy        | Otopeni 2023   | 10 grudnia 2023   | [ 73 ]        |
| 100 m stylem klasycznym  | 1:02,92 |    | Rūta Meilutytė                                                                                      | Litwa         | Herning 2013   | 15 grudnia 2013   | [ 74 ]        |
| 200 m stylem klasycznym  | 2:15,21 | ER | Rikke Møller Pedersen                                                                               | Dania         | Herning 2013   | 13 grudnia 2013   | [ 75 ] [ 76 ] |
| 50 m stylem motylkowym   | 24,56   |    | Mélanie Henique                                                                                     | Francja       | Glasgow 2019   | 5 grudnia 2019    | [ 77 ]        |
| 100 m stylem motylkowym  | 55,00   |    | Sarah Sjöström                                                                                      | Szwecja       | Kopenhaga 2017 | 17 grudnia 2017   | [ 78 ]        |
| 200 m stylem motylkowym  | 2:01,52 |    | Mireia Belmonte                                                                                     | Hiszpania     | Herning 2013   | 12 grudnia 2013   | [ 79 ]        |
| 100 m stylem zmiennym    | 56,67   |    | Katinka Hosszú                                                                                      | Węgry         | Netanja 2015   | 4 grudnia 2015    | [ 80 ]        |
| 200 m stylem zmiennym    | 2:02,53 |    | Katinka Hosszú                                                                                      | Węgry         | Netanja 2015   | 5 grudnia 2015    | [ 81 ]        |
| 400 m stylem zmiennym    | 4:19,46 | e  | Katinka Hosszú                                                                                      | Węgry         | Netanja 2015   | 2 grudnia 2015    | [ 82 ]        |
| 4 × 50 m stylem dowolnym | 1:33,25 | ER | Inge Dekker (23,53) Hinkelien Schreuder (22,81) Saskia de Jonge (23,88) Ranomi Kromowidjojo (23,03) | Holandia      | Stambuł 2009   | 11 grudnia 2009   | [ 83 ]        |
| 4 × 50 m stylem zmiennym | 1:42,69 | ER | Hinkelien Schreuder (26,32) Moniek Nijhuis (29,16) Inge Dekker (24,51) Ranomi Kromowidjojo (22,70)  | Holandia      | Stambuł 2009   | 12 grudnia 2009   | [ 84 ]        |

Legenda: WR – rekord świata; ER – rekord Europy

Pozostałe oznaczenia: e – rekord ustanowiony w eliminacjach, pf – rekord ustanowiony w półfinałach, sz – rekord ustanowiony na pierwszej zmianie sztafety

### Sztafety mieszane
| Konkurencja              | Czas    |    | Zawodnicy                                                                                            | Reprezentacja   | Mistrzostwa  | Data           | Źródło |
| ------------------------ | ------- | -- | --- | --------------- | ------------ | -------------- | ------ |
| 4 × 50 m stylem dowolnym | 1:27,75 |    | Benjamin Proud (20,39) Lewis Burras (20,69) Anna Hopkin (22,95) Freya Anderson (23,72)               | Wielka Brytania | Otopeni 2023 | 9 grudnia 2023 | [ 85 ] |
| 4 × 50 m stylem zmiennym | 1:36,22 | WR | Klimient Kolesnikow (22,67) Władimir Morozow (25,40) Arina Surkowa (24,94) Marija Kamieniewa (23,21) | Rosja           | Glasgow 2019 | 5 grudnia 2019 | [ 86 ] |

Legenda: WR – rekord świata; ER – rekord Europy, e – rekord ustanowiony w eliminacjach